# Viola Truchlíková
Viola Truchlíková, pseudonym Ivan Letty (17. února 1921 Leopoldov –  29. června 1973 Bratislava), byla slovenská spisovatelka, básnířka, autorka fejetonů a reportáží, dramatických románů, rozhlasových her a pohádek. Psala díla pro děti a mládež.

## Život
V letech 1932 až 1936 navštěvovala školu v Hlohovci. V letech 1936–1938 studovala na odborné škole v Nitře, v letech 1938–1939 studovala na učitelském ústavu v Levicích a v letech 1939 až 1941 v Bratislavě. Po studiích byla redaktorkou podnikových novin Slovenských elektrických závodů v Bratislavě. V roce 1946 učila na střední škole v Hlohovci a poté působila v Bratislavě. Od roku 1961 byla novinářkou na volné noze. Publikovala pedagogické práce. Od roku 1962 byla v Československém  rohlasu redaktorkou pořadu pro děti a mládež. Její díla se vyznačují lyricko-subjektivní poezií. Je také autorkou reportáží, dramatických románů, rozhlasových her a pohádek.

## Dílo (výběr)
- O nevítanom lesnom hosťovi
- O záhradke za oknom
- O Katke a deduškovi
- O škovránčej piesni